# La Tournée (film, 2025)
Pour les articles homonymes, voir La Tournée.
 (mai 2025).
Si vous disposez d'ouvrages ou d'articles de référence ou si vous connaissez des sites web de qualité traitant du thème abordé ici, merci de compléter l'article en donnant les références utiles à sa vérifiabilité et en les liant à la section « Notes et références ».
Pour plus de détails, voir Fiche technique et Distribution.
La Tournée est un film français réalisé par Florian Hessique et sorti en 2025.

## Synopsis
Marius de Villeduc est un acteur vieillissant, endetté et dont la carrière a décliné. Il accepte à contre-cœur de tenir le rôle principal d'un film réalisé par Richard Favard, un acteur-réalisateur prometteur, mais qu'il ne connait pas du tout. Une fois le film tourné, Marius doit — pour obtenir l'intégralité de son cachet — participer à la tournée promotionnelle du film. Ainsi, accompagné du metteur en scène et de Colette et Lulu, Marius va devoir participer à de nombreuses avant-premières dans toute la France.

## Fiche technique
- Titre : La Tournée
- Réalisation et scénario : Florian Hessique
- Photographie : Julia Escobar
- Musique : Raphaël Dargent
- Pays de production : France
- Format : Couleurs
- Genre : comédie, road movie
- Date de sortie : 18 juin 2025

## Distribution
- Patrick Chesnais : Marius De Villeduc
- Florian Hessique : Richard Favard
- Thierry Lhermitte : Yves
- Richard Berry : Grégory Laurent
- Martin Lamotte : Philippe Müller
- Roland Marchisio : Lucien
- Aurore Planas : Fanny Aguilar
- Hélène Bizot : Colette
- Dominique Frot : Mme Closier
- Vincent Desagnat : Le maire
- Frédéric Saurel : Gaston
- Élisa Servier : la distributrice
- Alexandre Pesle : un distributeur
- Fedele Papalia : un distributeur
- Laurent Olmedo : un distributeur
- Jean-Louis Barcelona : le bénévole
- Michel Drucker : lui-même